# Sollevamento pesi ai Giochi della XXXII Olimpiade - 73 kg maschile
Le gare di sollevamento pesi della categoria fino a 73 kg maschile dei giochi olimpici di Tokyo 2020 si sono svolte il 28 luglio 2021 presso il Tokyo International Forum.
La gara è stata vinta dal cinese Shi Zhiyong.

## Programma
L'orario indicato corrisponde a quello giapponese (UTC+09:00)
| Data           | Ora   | Evento            |
| -------------- | ----- | ----------------- |
| 28 luglio 2021 | 13:50 | Gruppo B          |
| 28 luglio 2021 | 19:50 | Gruppo A (finale) |

## Risultati
| Pos.    | Atleta            | Gruppo | Peso  | Strappo (kg) | Strappo (kg) | Strappo (kg) | Strappo (kg) | Slancio (kg) | Slancio (kg) | Slancio (kg) | Slancio (kg) | Totale |
| Pos.    | Atleta            | Gruppo | Peso  | 1            | 2            | 3            | Risultato    | 1            | 2            | 3            | Risultato    | Totale |
| ------- | ----------------- | ------ | ----- | ------------ | ------------ | ------------ | ------------ | ------------ | ------------ | ------------ | ------------ | ------ |
| Oro     | Shi Zhiyong       | A      | 72,85 | 158          | 163          | 166          | 166          | 188          | 192          | 198          | 198          | 364    |
| Argento | Julio Mayora      | A      | 72,60 | 150          | 154          | 156          | 156          | 186          | 190          | 199          | 190          | 346    |
| Bronzo  | Rahmat Abdullah   | B      | 72,45 | 142          | 147          | 152          | 152          | 180          | 190          | 190          | 190          | 342    |
| 4       | Briken Calja      | A      | 72,85 | 151          | 151          | 155          | 151          | 184          | 188          | 190          | 190          | 341    |
| 5       | Božidar Andreev   | A      | 72,75 | 150          | 154          | 154          | 154          | 184          | 189          | 190          | 184          | 338    |
| 6       | Karem Ben Hnia    | A      | 72,80 | 148          | 151          | 153          | 153          | 185          | 190          | 190          | 185          | 338    |
| 7       | Masanori Miyamoto | A      | 72,80 | 143          | 147          | 151          | 147          | 183          | 188          | 196          | 188          | 335    |
| 8       | Marin Robu        | A      | 72,95 | 150          | 155          | 159          | 155          | 175          | 182          | 182          | 175          | 330    |
| 9       | Clarence Cummings | A      | 72,90 | 145          | 145          | 150          | 145          | 180          | 190          | 198          | 180          | 325    |
| 10      | David Sánchez     | A      | 72,90 | 142          | 146          | 150          | 146          | 177          | 177          | 180          | 177          | 323    |
| 11      | Jorge Cárdenas    | B      | 72,65 | 140          | 140          | 145          | 145          | 170          | 175          | 175          | 175          | 320    |
| 12      | Mahmoud Al-Humayd | B      | 72,50 | 135          | 141          | 145          | 141          | 165          | 175          | 175          | 165          | 306    |
| 13      | Brandon Wakeling  | B      | 72,40 | 115          | 120          | 125          | 125          | 158          | 162          | 166          | 166          | 291    |
| 14      | Abderrahim Moum   | B      | 71,95 | 120          | 127          | 127          | 127          | 142          | 142          | 151          | 151          | 278    |